# PAR-прожектор
PAR (англ. Parabolic aluminized reflector, параболический алюминиевый рефлектор или «парблайзер») — безлинзовый прожектор в корпусе с нерегулируемым углом светового потока, использующий в качестве источника света лампу — фару (источник света, конструктивно напоминающий автомобильную фару и сочетающий в одном корпусе галогеновую лампу, отражатель и стеклянный рассеиватель).
Основными достоинствами прибора являются незначительный вес, простота использования и низкая стоимость, как следствие, возможность применять большие массивы прожекторов для освещения различных сцен и создания разнообразных световых композиций.
Различают 4 типа применяемых в прожекторе ламп — с очень узким (VNSP), узким (NSP), средним (MFL) и широким углом (WFL) раскрытия луча.

## Типоразмеры
Диаметр и размер PAR 16, PAR 30(3,75"),PAR 38(4,75") PAR 46(5,75"), PAR 56 (7"), PAR 64(8") определяются мощностью применяемых ламп (100, 200, 250, 300, 500, 1000 Вт).

## Область применения
Применяется в представлениях на концертных и театральных площадках и сценах, в концертных залах и на стадионах, на дискотечных и шоу-площадках, в  кинематографе и на телевидении и т. д. В архитектурном освещении и освещении выставочных стендов и т. п.
Основная задача прожекторов с широким (flood, «заливающий свет») раскрытием луча — заливка светом сценического пространства; прожекторов с узким (spot) раскрытием луча — динамические эффекты (например узкие лучи, проявляющиеся в искусственном тумане).

## Дополнительные приспособления
Прожектор обычно комплектуется рамкой — держателем гибких светофильтров и П-образным подвесом — «Лирой».

## LED PAR
LED PAR является модификацией прибора с использованием светодиодной технологии.

## Интересный факт
В 80-х годах XX века в СССР не было ни заводских приборов PAR, ни ламп для них. Поэтому такие приборы делали сами из туристического ведра и туристического котелка (которые имелись в свободной продаже в магазинах хозтоваров). А в качестве лампы устанавливали самолётные посадочные лампы-фары, как правило ЛФСМ 28-600 или ЛФСМ 28-600+180, либо другие доступные. Иногда использовали менее мощные ЛФСМ 28-200+130, и учитывая их меньший диаметр - прожектора для них делали из алюминиевых бидонов. Такие низковольтные прожектора соединяли последовательно по 8 штук для работы от сети 220 вольт. На видеозаписях рок-концертов тех лет хорошо видно, что они зажигаются группами кратно 8 штукам.